# Vera Pauw
Vera Pauw (Amsterdam, 18 gennaio 1963) è un'allenatrice di calcio ed ex calciatrice olandese, di ruolo difensore.

## Biografia
È sposata con Bert van Lingen, anche lui allenatore della nazionale olandese nei periodi 1979-1986 e 1989-1991. Nel 2017 Pauw è stata insignita della carica di Bondsridder (cavaliere federale) della federazione calcistica dei Paesi Bassi (Koninklijke Nederlandse Voetbalbond - KNVB).

## Carriera

### Calciatrice
Dopo aver giocato nel campionato olandese femminile di calcio per i primi anni di carriera, nel 1988 si trasferisce all'estero sottoscrivendo un accordo con il Modena Euromobil, prima calciatrice olandese a disputare il campionato italiano, per giocare in Serie A dal campionato 1988-1989.

### Allenatrice
Nel settembre 1998 Pauw è stata nominata allenatrice e direttore tecnico della nazionale scozzese femminile, nello stesso periodo in cui il marito Bert van Lingen lavorava come assistente manager dei Rangers. Ha lasciato l'incarico nell'ottobre 2004 per assumere lo stesso ruolo con i Paesi Bassi e ha portato il suo paese natale alla semifinale dell'Europeo di Finlandia 2009. Successivamente, dopo aver dichiarato incompatibilità tra lei e i progetti della Federcalcio olandese, nel marzo 2010 annuncia le sue dimissioni dall'incarico.
Nell'aprile 2011 rileva Igor' Šalimov come ct della Russia ad interim, incarico ceduto al francese Farid Benstiti nel settembre di quello stesso anno, all'inizio della fase di qualificazione all'Europeo di Svezia 2013. Rimasta a disposizione della Federcalcio russa, successivamente è stata nominata direttore tecnico della nazionale femminile russa.
Nel marzo 2014 assume l'incarico di ct della nazionale sudafricana femminile sostituendo il dimisssionario Josepha Mkhonza, dichiarando all'epoca il proprio entusiasmo nel diventare parte di un progetto di valorizzazione del calcio femminile sudafricano con il fine di elevare le calciatrici della nazionale ad alti livelli internazionali, ragazze che aveva avuto occasione di conoscere grazie alla della frequenza delle amichevoli disputate quando era sulla panchina delle Oranje. Poco più di due anni più tardi si è dimessa da commissario tecnico del Sudafrica dopo aver guidato la nazione alle Olimpiadi di Rio del 2016.
Passata alle squadre di club, nel 2017 assunse l'incarico di responsabile tecnico dello Houston Dash, squadra iscritta alla National Women's Soccer League (NWSL). Nella sua stagione d'esordio Pauw portò la squadra di Houston in sesta posizione, grazie ai 9 incontri vinti, 10 pareggi e 5 sconfitte per un punteggio finale di 32 punti, a 5 dal poter disputare i successivi play-off per l'assegnazione del titolo nazionale, miglior risultato in punti conquistati dall'esordio della squadra nel 2014. Inoltre, grazie alle 35 reti segnate in campionato Rachel Daly e Sofia Huerta, ha stabilito un primato per marcature siglate dalla squadra in un campionato di NWSL. Al termine della stagione 2018 Pauw decide di non rinnovare il contratto preferendo ritornare nei Paesi Bassi per avvicinarsi alla famiglia.
Dopo essere tornata in Europa, nel settembre 2019 decide di assumere l'incarico di commissario tecnico della nazionale irlandese femminile guidando la squadra che affronta il gruppo I di qualificazione all'Europeo di Inghilterra 2020 senza riuscire ad accedere alla fase finale.